# Kelly Bailey
Kelly Ribeiro Bailey (* 19. Februar 1998 in Portugal) ist eine britisch-portugiesische Schauspielerin und Model.

## Leben und Karriere
Bailey wurde am 19. Februar 1998 in Portugal geboren. Ihr Vater ist britischer Abstammung.
Ihr Debüt gab sie 2015 in der Fernsehserie A Única Mulher, eine Telenovela des Senders TVI. Danach bekam sie 2017 eine Rolle in A Herdeira. Außerdem wurde sie 2019 in Prisioneira gecastet, wie Herdeira erneut eine TVI-Telenovela.
2018 spielte sie in dem Film Linhas de Sangue des Regisseurs Sérgio Graciano die Hauptrolle.
Zwischen 2020 und 2021 war sie in Bem me Quer zu sehen, eine weitere Telenovela der TVI.

## Filmografie
Filme
- 2018: Linhas de Sangue
- 2021: A Consoada
- 2024: O Conto do Nadador

Serien
- 2015–2017: A Única Mulher
- 2017–2018: A Herdeira
- 2018–2019: Dança com as Estrelas
- 2019–2020: Prisioneira
- 2020–2021: Bem Me Quer
- 2021: A Consoada – Uma História de Natal
- 2023: Rabo de Peixe
- seit 2024: A Fazenda